# Tacana
El tacana és una llengua ameríndia que pertany al grup occidental de les llengües tacanes i és parlada per aproximadament 1.800 individus d'una població de 5.000 tacanes de Bolívia. Viuen a les forest al llarg dels rius Beni i Madre de Dios al nord del departament de La Paz. Se li han atribuït nombrosos dialectes, actualment extingits: ayaychuna, babayana, chiliuvo, chivamona, idiama (ixiama), pamaino, pasaramona, saparuna, siliama, tumupasa (maracani, "tupamasa"), uchupiamona, yabaypura, i yubamona (Mason 1950).

## Fonologia

### Consonants
|            |            | Labial | Dental/ Alveolar | Dental/ Alveolar | Post- alveolar | Palatal | Velar | Glotal |
| ---------- | ---------- | ------ | ---------------- | ---------------- | -------------- | ------- | ----- | ------ |
| Oclusiva   | sorda      | p      | t                | t                |                |         | k     | ʔ      |
| Oclusiva   | sonora     | b      | d                | d                |                |         |       |        |
| Africada   | Africada   |        | t͡s               | t͡s               | t͡ʃ             |         |       |        |
| Fricativa  | sorda      |        | s                | s                | ʃ              |         |       | h      |
| Fricativa  | sonora     | β      | ð                | ð                |                |         |       |        |
| Nasal      | Nasal      | m      | n                | n                |                |         |       |        |
| Ròtica     | Ròtica     |        | ɾ                | r                |                |         |       |        |
| Aproximant | Aproximant | w      |                  |                  |                | j       |       |        |

### Vocals
|         | Frontal | Central | Posterior |
| ------- | ------- | ------- | --------- |
| Tancada | i       |         | u         |
| Mitjana | e       |         |           |
| Oberta  |         | a       |           |